# Op reis in het scriptorium
Op reis in het scriptorium is een roman geschreven door de Amerikaanse auteur Paul Auster (1947).

## Inhoud
Een oude man, meneer Blanco, ontwaakt in een kamer. Overal hangen camera’s en microfoons. Alles wat hij doet of zegt, wordt geregistreerd.
Meneer Blanco weet niet meer wie hij is, kent zijn eigen naam niet, noch zijn verleden. Hij heeft echter wel gevoelens, vooral een grote angst, en ook schuldgevoelens, die hij niet kan plaatsen.
Meneer Blanco vermoedt dat hij opgesloten zit in zijn kamer maar weet het niet zeker. Hij kan niet voor zichzelf zorgen. Als in een rusthuis komt regelmatig een verpleegster binnen om hem te wassen, aan te kleden, te helpen met eten en, belangrijk, medicijnen te geven. Ook andere personages duiken op in zijn kamer.
Meneer Blanco herinnert zich niets en moet verzorgd worden, maar kan wel nog wat rondstrompelen. In zijn kamer bevindt zich een bureau met stapels papieren. Hij leest erin maar raakt niet wijs uit de fragmenten die hem ter beschikking staan. Hij vraagt zich af wie al die mensen zijn waarover hij leest en wat alle flarden van avonturen te betekenen hebben. Ook moet hij een vervolg en een einde voor hun avonturen bedenken.

## Ontvangst
Toen dit boek uitkwam, reageerden veel critici en lezers negatief of ontgoocheld.
Zo schrijft Erwin Tommissen in een recensie voor Cutting Edge dat de beklemmende sfeer die een zinnenprikkelend genot veroorzaakt veel meer aanwezig is in andere boeken van Auster dan in dit boek. Volgens hem is dit eveneens het geval met verrassende plotwendingen, die in dit boek ontbreken. En de intertekstualiteit, het opduiken van de nevenpersonages, vindt Tommissen wel een aardige kunstgreep, maar niet meer dan dat, want Auster slaagt er hier niet in om deze personages tot leven te wekken. Het had een echte meerwaarde kunnen opleveren om oude getrouwe personages met elkaar in contact te brengen, maar dat komt er niet echt van.
Tijdens een interview dat Paul Auster op 1 juni 2009 had met John Freeman, destijds dienstdoend hoofdredacteur van het literaire tijdschrift Granta Magazine, legt Auster uit hoe dit komt. Haast een uur lang blikt hij in dit interview terug op zijn schrijversbestaan, en wanneer het onderwerp schrijversblok ter sprake komt, vertelt hij hoe het komt dat Op reis in het scriptorium niet hetzelfde niveau haalt als zijn vorige boeken:
“Gedurende mijn schrijversbestaan had ik meestal ideeën voor volgende boeken. Na The Brooklyn Follies, ongeveer vijf jaar geleden, had ik geen ideeën meer. Ik was leeg, en de laatste drie boeken die ik geschreven heb, zijn ontstaan uit een langdurig scheppingsproces tussen de verschillende boeken. Ik dacht dat het afgelopen was met mij, wist niet wat ik nog moest doen, ik was op de dool, werd depressief. Wanneer ik niet aan het werk ben, ben ik... elke dag neurotisch, weet je. Maar deze boeken zijn er nu, ik werk aan een nieuw, dus die zijn er. En toch, ik weet het niet, maar het voelt aan alsof we misschien allemaal op een of ander moment opdrogen. We proberen te bloeien en voor god te spelen, of iets dergelijks.”